# Cuapiaxtla de Madero
Cuapiaxtla de Madero es una localidad del estado mexicano de Puebla. Es cabecera del municipio de Cuapiaxtla de Madero.

## Demografía
| Censo | Población |
| ----- | --------- |
| 1900  | 1072      |
| 1910  | 1257      |
| 1921  | 1077      |
| 1930  | 1320      |
| 1940  | 1497      |
| 1950  | 1658      |
| 1960  | 1897      |
| 1970  | 2222      |
| 1980  | 3300      |
| 1990  | 3885      |
| 1995  | 4666      |
| 2000  | 5314      |
| 2005  | 5814      |
| 2010  | 7139      |
| 2020  | 8241      |